# Kadsura induta
Kadsura induta är en tvåhjärtbladig växtart som beskrevs av Albert Charles Smith. Kadsura induta ingår i släktet Kadsura och familjen Schisandraceae. Inga underarter finns listade.